# 斯保特峰

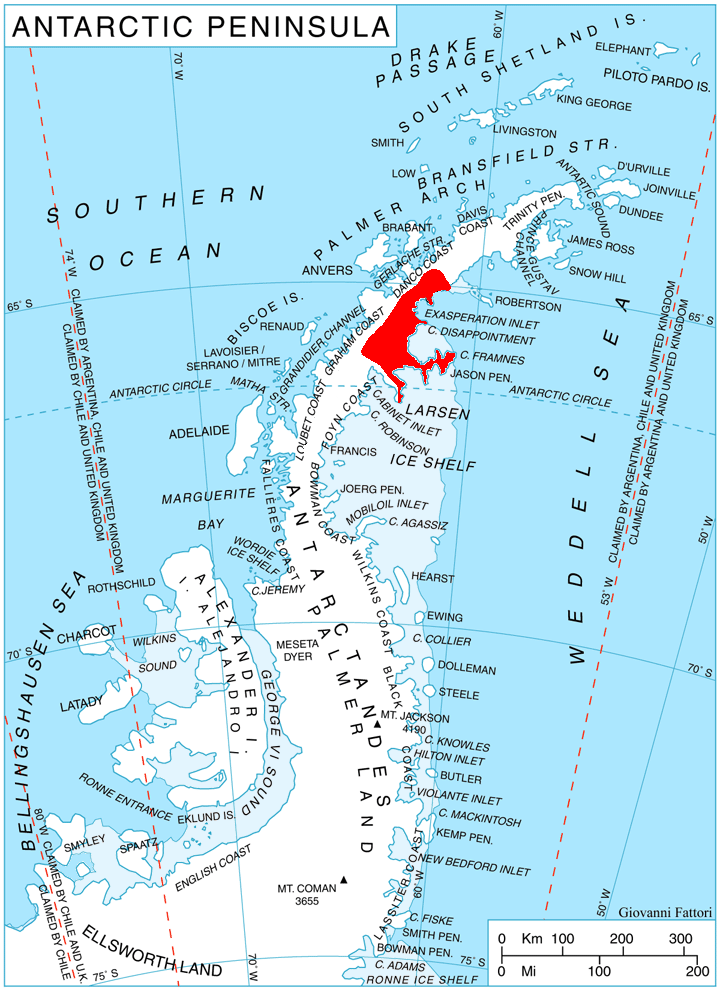

65°49′S 62°23′W / 65.817°S 62.383°W
斯保特峰（英語：Spouter Peak）是南極洲的山峰，位於葛拉漢地東部，海拔高度615米，英國探險隊在1947年測量該山峰，以赫爾曼·梅爾維爾小說《白鯨記》的賓館命名。